# Michelangelo Cerquozzi

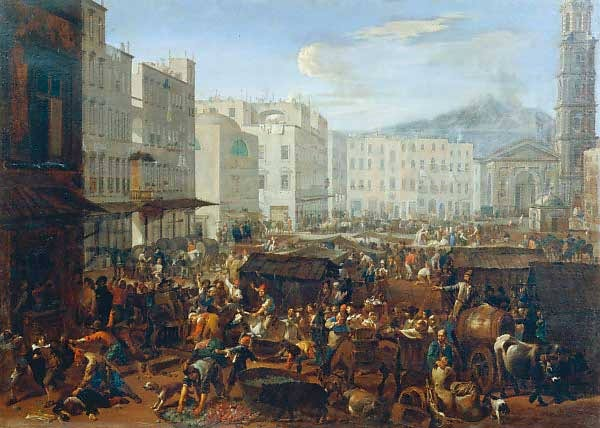
Michelangelo Cerquozzi, Powstanie Massaniello (ok. 1648)

Michelangelo Cerquozzi, zw. Michelangelo delle Bataglie lub Michelangelo delle Bambocciate (ur. 18 lutego 1602 w Rzymie, zm. 6 kwietnia 1660 tamże) – włoski malarz okresu baroku.

## Życiorys
Był uczniem Giuseppe Cesariego i flamandzkiego malarza scen bitewnych Jacoba de Haase. Pod wpływem Pietera van Laera zaczął skłaniać się ku malarstwu rodzajowemu i tworzyć tzw. bambocciaty.
Malował monumentalne płótna religijne, sceny rodzajowe i batalistyczne oraz martwe natury.

## Wybrane dzieła
- Chata, Prado, Madryt
- Dentysta na Piazza Navona, Galleria Nazionale d’Arte Antica, Rzym
- Dzieci zbierające owoce, Prado, Madryt
- Martwa natura z białymi winogronami, Musée des Beaux-Arts, Rouen
- Owoce, Galleria Sabauda, Turyn
- Pogrzeb w czasie bitwy, Galeria Obrazów Dawnych Mistrzów w Dreźnie
- Powstanie Massaniello (ok. 1648), Galleria Spada, Rzym
- Scena grabieży Galeria Obrazów Dawnych Mistrzów w Dreźnie
- Śmierć osła, Galleria Spada, Rzym
- Śpiewak uliczny, Galleria Nazionale d’Arte Antica, Rzym